# Bernhard Trenkle

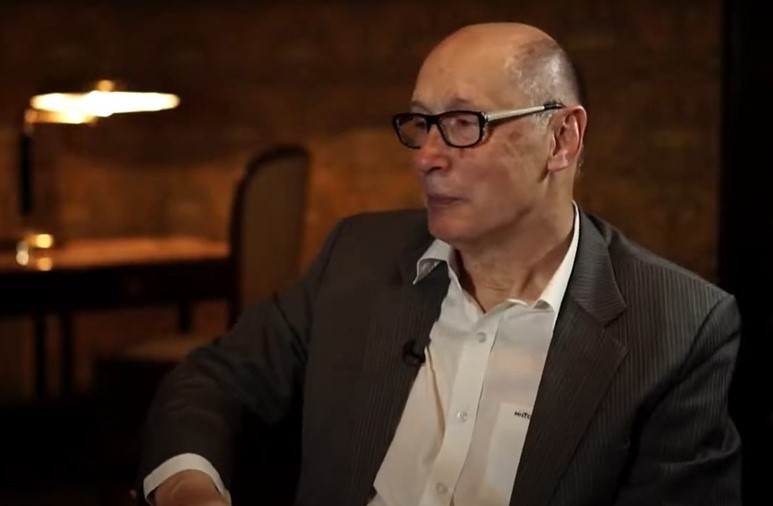
Trenkle (2022)

Bernhard Trenkle (* 16. Mai 1949) ist ein deutscher Psychotherapeut, Autor und Publizist mit eigener Praxis in Rottweil.

## Karriere
Trenkle, Diplom-Psychologe und Diplom-Wirtschaftsingenieur sowie Psychologischer Psychotherapeut ist Coach mit eigener Praxis in Rottweil; 1986 gründete er das Milton Erickson Institut Rottweil und ist Mitglied des Direktoriums der Milton Erickson Foundation, Phoenix, USA.
Von 1984 bis 2003 war Trenkle im Vorstand der Milton Erickson Gesellschaft für Klinische Hypnose, von 1996 bis 2003 deren 1. Vorstand. Er ist Gründungsherausgeber des M.E.G.a.Phon. Seit 2006 ist er Vorstand der International Society of Hypnosis ISH.

## Werke
- Bernhard Trenkle, Gunthard Weber (Hrsg. der deutschen Ausgabe): Gesammelte Schriften / von Milton H. Erickson. Ernest L. Rossi (Hrsg.). Carl-Auer-Verlag, Heidelberg 1995. ISBN 3-89670-019-7
- Bernhard Trenkle: Die Löwen-Geschichte; Carl-Auer-Verl., Heidelberg 2009, 5., aktualisierte Aufl. ISBN 978-3-89670-713-0
- Bernhard Trenkle: Das Ha-Handbuch der Psychotherapie; Carl-Auer-Verl., Heidelberg 2007, 7., korrigierte Aufl. ISBN 978-3-89670-616-4
- Bernhard Trenkle: Das zweite Ha-Handbuch der Witze zu Hypnose und Psychotherapie; Carl-Auer-Systeme-Verl., Heidelberg 2007, 3., Aufl. ISBN 978-3-89670-132-9
- Bernhard Trenkle: Das Aha!-Handbuch der Aphorismen und Sprüche für Therapie, Beratung und Hängematte; Carl-Auer-Systeme-Verl., Heidelberg 2008, 3. Aufl. ISBN 978389670-441-2